# 亚历山大·德斯帕蒂
亞歷山大·德斯帕蒂（法語：Alexandre Despatie，1985年6月8日—），加拿大跳水运动员。2005年第11屆游泳世錦賽男子1米跳板、3米跳板均獲金牌，是中國跳水隊現時最強勁的敵人之一。亦是歷史首上個同時获得世錦賽1米跳板、3米跳板及10米跳台世界冠军的運動員。他同時也是加拿大36屆跳水冠軍。在國際上有「跳水金童」之稱，同時也被譽為美國「跳水皇帝」格雷格·洛加尼斯的接班人。
德斯帕蒂5歲開始接觸跳水，在1998年英聯邦運動會上获10米跳台金牌，其中包括10分之動作，當時他只有13歲，他是少數板台兼攻的跳水運動員，近年集中3米跳板項目，04及05年是個人高峰期，是少數有能力從中國手上奪去金牌的好手，06年因背傷休息了將近一整年。07年復出即得到世錦賽3米跳板銀牌，僅敗在中國之下。2008年北京奧運會，德斯帕蒂于男子單人3米板決賽中，屈居於中國選手何沖之後，連續兩屆獲得銀牌。其後幾年，德斯帕蒂受傷病困擾，未能保持最佳狀態，戰績因此乏善可陳。
2012年的倫敦奧運會，男子三米板決賽，最後一跳只獲22.1分，最終名列決賽第11名。
2013年5月，他正式宣布退役并于6月4日宣布他将进军加拿大电视业。将从8月26日起主持蒙特利尔英语电视台城市电视（CJNT）的晨间新闻。

## 主要成绩
- 2009 - 世錦賽男子跳水3米跳板銅牌
- 2008 - 北京奧運會 - 男子個人3米彈板銀牌、男子雙人3米彈板第5
- 2007 - 国际游联跳水系列大奖赛暨国际跳水冠军巡回赛 - 3米跳板銅牌、3米跳板雙人銀牌
- 2007 - 世錦賽 - 3米跳板銀牌、10米跳台第8、3米跳板雙人銀牌
- 2005 - 世錦賽 - 3米跳板金牌、1米跳板金牌
- 2005 - 国际游联跳水系列大奖赛暨国际跳水冠军巡回赛總決賽 - 3米跳板金牌
- 2004 - 奧運會 - 3米跳板銀牌、10米跳台第4、10米跳台雙人第5
- 2004 - 3米板世界排名第一，跳台排名第四
- 2004 - 国际游联跳水系列大奖赛暨国际跳水冠军巡回赛美国站– 3米跳板銀牌
- 2004 - 国际游联跳水系列大奖赛暨国际跳水冠军巡回赛總西班牙站– 3米跳板及跳台金牌
- 2004 - 国际游联跳水系列大奖赛暨国际跳水冠军巡回赛總俄罗斯站–3米跳板及跳台金牌
- 2004 - 国际游联世界杯 - 3米跳板金牌、10米跳台及10米跳台雙人銅牌
- 2003 - 世錦賽跳台金牌